# Асома, Сэмюэл
Сэмюэл Асома (нидерл. Samuel Asoma; род. 15 июля 2002, Берекум, Бронг-Ахафо) — бельгийский футболист ганского происхождения, полузащитник шведского «Вестероса».

## Клубная карьера
Является воспитанником «Брюгге», за юношескую команду клуба выступал в Юношеской лиге УЕФА, где провёл 10 матчей. 22 августа дебютировал за резервную команду «Брюгге» — «Клуб НКСТ», в Челленджер Про Лиге в игре против «РВДМ47». Следующий сезон провёл в молодёжной команде «Юниона» в четвёртом по силе дивизионе Бельгии.
21 июля 2023 года перешёл в шведский «Далькурд», с которым подписал контракт на полгода. Первую игру за новый клуб провёл 29 июля против «Будена», появившись на поле в середине второго тайма. В общей сложности в первом дивизионе принял участие в 12 матчах и забил один мяч.
13 февраля 2024 года подписал контракт на три года с вышедшим по итогам предыдущего сезона в Алльсвенскан «Вестеросом». Впервые за «зелёно-белых» сыграл 4 марта 2024 года в матче группового этапа кубка страны против «Сундсвалля». 15 мая в матче с «Вернаму» дебютировал в чемпионате Швеции, появившись на поле на 72-й минуте вместо Джабира Али.

## Карьера в сборной
Выступал за юношеские сборные Бельгии различных возрастов.

## Личная жизнь
Родился в ганском городе Берекум. В детском возрасте вместе с семьёй переехал в Бельгию.

## Клубная статистика
| Выступление      | Выступление         | Выступление      | Лига | Лига | Кубки | Кубки | Конт. кубки | Конт. кубки | Итого | Итого |
| Клуб             | Лига                | Сезон            | Игры | Голы | Игры  | Голы  | Игры        | Голы        | Игры  | Голы  |
| ---------------- | ------------------- | ---------------- | ---- | ---- | ----- | ----- | ----------- | ----------- | ----- | ----- |
| Клуб НКСТ        | Челленджер Про Лига | 2020/21          | 8    | 0    | 0     | 0     | 0           | 0           | 8     | 0     |
| Клуб НКСТ        | Итого               | Итого            | 8    | 0    | 0     | 0     | 0           | 0           | 8     | 0     |
| Далькурд         | Дивизион 1          | 2023             | 12   | 1    | 0     | 0     | 0           | 0           | 12    | 1     |
| Далькурд         | Итого               | Итого            | 12   | 1    | 0     | 0     | 0           | 0           | 12    | 1     |
| Вестерос         | Алльсвенскан        | 2024             | 1    | 0    | 1     | 0     | 0           | 0           | 2     | 0     |
| Вестерос         | Итого               | Итого            | 1    | 0    | 1     | 0     | 0           | 0           | 2     | 0     |
| Всего за карьеру | Всего за карьеру    | Всего за карьеру | 21   | 1    | 1     | 0     | 0           | 0           | 22    | 1     |